# Ламбезис, Тим
Тим Ламбезис (англ. Tim Lambesis, настоящее имя Тимоти Питер Ламбезис, англ. Timothy Peter Lambesis; род. 21 ноября 1980 года, Сан-Диего, Калифорния, США) — американский рок-музыкант, один из основателей и ведущий вокалист группы «As I Lay Dying», музыкальный продюсер, музыкальный менеджер. Помимо основной группы имеет сайд-проект под названием Austrian Death Machine, в котором является мульти-инструменталистом. Также он основал дэт-метал-группу под названием «Pyrithion» и играл на гитаре в «Society's Finest and Point of Recognition».
Тим был судьёй в 8-й и 10-й ежегодной Independent Music Awards для поддержки карьеры независимых артистов.

## Биография
Тим родился в Финиксе, но вскоре переехал в Сан-Диего. Он третий из четырёх братьев. Его родители имеют своё рекламное агентство в Карлсбаде.
Ламбезис является культуристом и на сайте YouTube открыл свой собственный канал по фитнесу. Его татуировки включают в себя «распятие Иисуса» и киборга Арнольда Шварценеггера, рыб Кои, плывущих вверх по течению, которое представляет собой поиски смысла и исполнения, письма на иврите, крест Иисуса Христа в облаках, сражающегося тигра-самурая, который представляет собой борьбу между разумом и инстинктом.
Тим имеет свой сайд-проект «Austrian Death Machine». Эта группа целиком основана на фильмах Арнольда Шварценеггера. Тим известен своим скримом, на который оказали влияние такие группы, как «Living Sacrifice» и «At the Gates». Также он играет на всех инструментах. Тим является менеджером группы «Destroy the Runner». Он спродюсировал все альбомы «As I Lay Dying», а также два альбома «Sworn Enemy», «The Beginning Of The End» и «Maniacal».
Был женат на Меггане Ламбезисе с 2004 года. Они расстались спустя восемь лет. Пара воспитывала троих приёмных детей, усыновленных в Эфиопии.
Ранее Ламбезис заявил несколько раз, что он христианин. В августе 2010 во время интервью на радио «The Full Armor of God Broadcast» Ламбезис сказал: «Я могу писать только о том, чем я действительно увлекаюсь в жизни, поэтому моя вера в учение Иисуса и его воскресение встречается в наших текстах». Он был описан как «последователь Иисуса».
Начиная с 2012 года Ламбезис сделал несколько заявлений, указывающих на изменение религиозных убеждений: в почте на своей персональной странице Tumblr он объяснил часть лирики с альбома AILD Awakened, выпущенного в сентябре 2012. Ламбезис заявил, что его учения богословию привели его к выводу, что «традиция и правда часто расходятся друг с другом». Хотя он отметил, что он «не ненавидел все религиозные убеждения» и был «по-прежнему вдохновлен словами [Иисуса]», он находил их «очень трудными» и относился к «богу, традиций и ритуалу, в котором он вырос всё меньше и меньше вероятной истины». Он также процитировал книгу Языческие христианства Джорджа Барны и Фрэнка Виолы, отметив, что обе «протестантских и католических конфессий имеют ядовитые корни».
В августе 2012 года Ламбезис отправил письмо своей жене Мегган Мёрфи Ламбезис, в котором заявил, что больше не любит её и «больше не верит в Бога». В том же месяце они расстались. В сентябре 2012 она подала документы о расторжении брака в верховный суд Сан-Диего в соответствии с онлайн базой данных суда. В заявлении о разводе Мегган заявила, что Ламбезис был одержим бодибилдингом, проводя «бесконечное время в тренажёрном зале» и тратил впустую «тысячи долларов на татуировки». Она также утверждала, что он стал «опасно отвлекаться» во время присмотра за детьми, в том числе он засыпал, когда они играли в бассейне, и взял две горящие путёвки в штат Флорида, чтобы увидеть внебрачную подругу. Вне гастролей Ламбезис жил в Дель-Маре, Калифорнии. Мегган и её дети живут в Энсинитасе.
В мае 2013 года Тим был задержан по обвинению в подготовке убийства своей жены. Об этом сообщает Reuters. Как рассказали журналистам в полиции Сан-Диего, правоохранительным органам стало известно, что 32-летний музыкант замыслил убийство Меган Ламбезис. Полиция отправила к Тиму своего агента под прикрытием, который изображал киллера. Певец передал «убийце» конверт с тысячей долларов, фото его жены и информацию о том, где её можно найти. Вскоре Тим был арестован и провел в заключении 48 дней до того, как суд согласился выпустить его под залог в 3 миллиона долларов пока велось расследование. Ему было запрещено покидать границы штата, а также приближаться к семье. В связи с этим ему пришлось постоянно носить специальный браслет с GPS-чипом. Судебные слушания начались в сентябре 2013 года, Ламбезису грозило 9-летнее тюремное заключение. Изначально он отрицал свою вину, адвокаты же настаивали на том, что злоупотребление стероидами заставило его пойти на преступление. Однако в феврале 2014 года Ламбезис признал вину, заявив, что мотивом планируемого преступления было нежелание терять 60% своей прибыли в случае развода. В мае 2014 года Ламбезис был приговорен к 6 годам лишения свободы.
|  |

## Арест
9 мая 2013 года Ламбезис отрицал свою вину и был отпущен под залог в 3 миллиона долларов и был признан «опасным для общества». Товарищи по группе и представители Metal Blade Records, а также группа адвоката Яна Фридмана присутствовали на заседании. Согласно данным окружного прокурора, была сделана запись сделки между Ламбезисом и детективом под прикрытием. Конференция состоялась 10 июня 2013 года, и предварительная дата суда была назначена на 10 июля 2013 года. В течение месяца Ламбезис считал себя невиновным, и его адвокат заявил: «его мыслительные процессы убийственно влияли на него в связи с использованием стероидов». 17 мая 2013 было проведено новое слушание, на котором адвокат Том Уорвик снизил сумму залога с 3 миллионов до 2 миллионов долларов, которых в то время не было у Ламбезиса. Ламбезис в тюрьме якобы страдал из-за отмены стероидов, и 30 мая был выпущен на свободу под залог.
25 февраля 2014 года Ламбезис признал свою вину, ему грозит до 9 лет лишения свободы. Суд состоялся 2 мая, но оглашение приговора было отложено до 16 мая.
16 мая 2014 года Тим Ламбезис был приговорен к шести годам лишения свободы. На оглашении приговора присутствовали все участники As I Lay Dying.
Помимо этого, Ламбезису будет в течение 10 лет запрещёно приближаться к Меган и её трём, усыновлённым вместе с Тимом, детям.
9 февраля 2017 года был амнистирован и досрочно освобожден.

## Дискография

### Релизы
| №   | Год  | Группа                 | Название релиза                    | Тип релиза / Комментарий |
| --- | ---- | ---------------------- | ---------------------------------- | ------------------------ |
| 1.  | 2001 | As I Lay Dying         | Beneath the Encasing of Ashes      | альбом                   |
| 2.  | 2003 | As I Lay Dying         | Frail Words Collapse               | альбом                   |
| 3.  | 2005 | As I Lay Dying         | Shadows Are Security               | альбом                   |
| 4.  | 2006 | As I Lay Dying         | A Long March: The First Recordings | сборник                  |
| 5.  | 2007 | As I Lay Dying         | An Ocean Between Us                | альбом                   |
| 6.  | 2008 | Austrian Death Machine | Total Brutal                       | альбом                   |
| 7.  | 2008 | Austrian Death Machine | A Very Brutal Christmas            | мини-альбом              |
| 8.  | 2009 | Austrian Death Machine | Double Brutal                      | альбом                   |
| 9.  | 2010 | As I Lay Dying         | The Powerless Rise                 | альбом                   |
| 10. | 2011 | As I Lay Dying         | Decas                              | сборник                  |
| 11. | 2011 | Austrian Death Machine | Jingle All The Way                 | мини-альбом              |
| 12. | 2012 | As I Lay Dying         | Awakened                           | альбом                   |
| 13. | 2013 | Austrian Death Machine | Triple Brutal                      | альбом                   |
| 14. | 2013 | Pyrithion              | The Burden of Sorrow               | мини-альбом              |
| 15. | 2019 | As I Lay Dying         | Shaped by Fire                     | альбом                   |
| 16. | 2024 | As I Lay Dying         | Through Storms Ahead               | альбом                   |

### Продюсирование
- As I Lay Dying — Beneath the Encasing of Ashes
- Destruction of a Rose — Suspended in Time
- Sworn Enemy — The Beginning of the End
- Sworn Enemy — Maniacal
- Sworn Enemy — Total World Domination
- Zao — Awake?
- Impending Doom — The Serpent Servant
- Impending Doom — There Will Be Violence
- Chelsea Grin — Desolation of Eden
- War of Ages — Arise and Conquer
- War of Ages — Eternal
- Molotov Solution — The Harbinger
- Carnifex — Until I Feel Nothing